# 翁世經
翁世經（1509年—？），字可貞，號一水，福建福州府福清縣人，軍鹽籍，明朝政治人物。

## 生平
嘉靖十三年（1534年）甲午科福建鄉試第六十六名舉人。嘉靖十四年（1535年）中式乙未科會試第一百六十一名，登第三甲第二百零六名進士。历官赣州府知府、湖广按察司荆南道副使、浙江布政司右参政、广西按察使，三十八年（1559年）五月升本省右布政使。

## 家族
曾祖翁福；祖父翁寶；父翁光，母林氏。具庆下。兄世和。弟世顯、世績、世錦、世碩、世灏、世方。